# ریچارد لاسون (نویسنده)
ریچارد لاسون (انگلیسی: Richard Lawson؛ زادهٔ ۱۹۸۲/۱۹۸۳) نویسنده و منتقد آمریکایی است. او به عنوان نویسنده سرگرمی برای گاکر شناخته شد و در سال ۲۰۱۸ به‌عنوان منتقد اصلی ونتی فر برگزیده شد. اولین رمان لاوسون در موضوع ادبیات داستانی نوجوانان، به‌نام همهٔ کاری می‌توانیم کنیم صبر است (All We Can Do Is Wait)، در فوریهٔ ۲۰۱۸ منتشر شد.

## زندگی
لاسون در برایتون، بوستون بزرگ شد و در مدرسه لاتین بوستون و بوستون کالج تحصیل کرد. او سپس به شهر نیویورک نقل مکان کرد.
لاسون مقاله‌ای دربارهٔ آدام ریپون نوشت که ویژگی متمایز این اسکیت‌باز همجنس‌گرای بازی‌های المپیک زمستانی ۲۰۱۸ در فضای مجازی فراگیر شد.

## ترجیحات

### فیلم‌های مورد علاقه
هنگامی که از لاسون خواسته شد تا بهترین فیلم‌های دهه ۲۰۱۰ را رتبه‌بندی کند، گفت:
1. مکس دیوانه: جاده خشم
2. رشته خیال
3. داسون سیتی: زمان یخ‌زده
4. مالیخولیا
5. انگل
6. برو بیرون
7. بهشت
8. فورس ماژور
9. آخر هفته
10. پرنسس سید

### بهترین‌های سال
لاسون از زمانی که منتقد فیلم ونتی فر شد، این فیلم‌ها را به عنوان بهترین‌های سال معرفی کرد.
- ۲۰۱۳: نبراسکا
- ۲۰۱۴: عشق عجیب است
- ۲۰۱۵: مکس دیوانه: جاده خشم
- ۲۰۱۶: فضول
- ۲۰۱۷: ۱۲۰ تپش در دقیقه
- ۲۰۱۸: رما
- ۲۰۱۹: انگل
- ۲۰۲۰: لانه
- ۲۰۲۱: بدترین آدم دنیا
- ۲۰۲۲: تار
- ۲۰۲۳: می دسامبر